# Diocesi di Lectoure

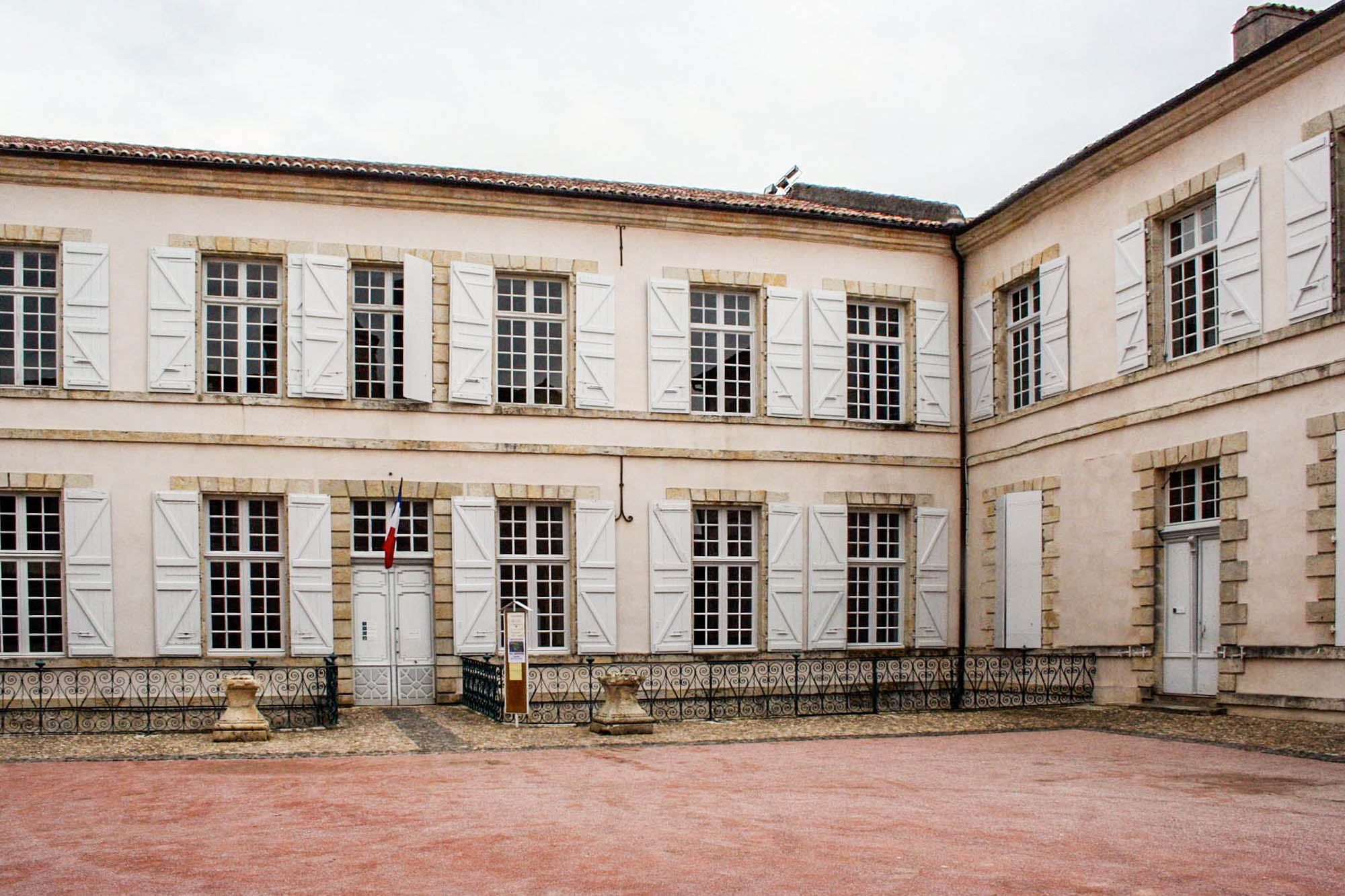
L'antico palazzo episcopale di Lectoure, oggi Hôtel de ville.

La diocesi di Lectoure (in latino: Dioecesis Lectorensis) è una sede soppressa della Chiesa cattolica.

## Territorio
La diocesi confinava a nord con quella di Agen, ad est con la diocesi di Montauban e l'arcidiocesi di Tolosa, a sud con la diocesi di Lombez, e ad ovest con l'arcidiocesi di Auch e la diocesi di Condom.
Sede vescovile era la città di Lectoure nell'attuale dipartimento del Gers, dove fungeva da cattedrale la chiesa dei Santi Gervaso e Protasio.
Nel 1745 la diocesi comprendeva 72 parrocchie, raggruppate in 4 arcipreture: Marsolan, Céran, Lomagne (storica regione con capitale Lectoure) e Sempesserre.

## Storia
Lactora era una delle città che costituivano la provincia romana della Novempopulana. Secondo la tradizione, il suo territorio fu evangelizzato da san Claro, vescovo di Albi, che avrebbe subito il martirio per decapitazione a Lactora nel V secolo assieme a san Babila.
Nel medioevo si è sviluppata la leggenda di san Genio (Huginius), attestata dal Santorale di Bernardo Gui (XIV secolo) e da una chiesa, con annesso monastero, intitolata al santo e di cui la prima menzione risale all'XI secolo. Nella leggenda si fa accenno al vescovo Euterio, che avrebbe dato sepoltura ai resti del santo; non esistono tuttavia prove della reale esistenza di questo vescovo e dell'epoca in cui eventualmente sarebbe vissuto.
La diocesi è attestata con certezza nel VI secolo per la presenza dei vescovi Vigilio e Alezio ai concili rispettivamente di Agde nel 506 e di Orléans nel 549. Nel VII secolo si conosce il nome di un altro vescovo, Rosolano (o Bosoleno), che prese parte al concilio di Bordeaux del 673/675. Dopo questo periodo della diocesi non si conosce più nulla; la regione infatti fu devastata dalle incursioni prima dei Saraceni e poi dei Normanni. La diocesi ricompare con certezza nell'XI secolo con il vescovo Arnaud, che fu testimone nel 1052 di una donazione fatta ai monasteri di Cluny e di Moissac.
Originariamente suffraganea di Eauze, metropoli della Novempopulana, entrò a far parte della provincia ecclesiastica di Auch attorno alla metà dell'XI secolo, contestualmente alla sua restaurazione, che fu sancita nel concilio di Tolosa del 1058.
Dopo la metà del XV secolo, in seguito alle guerre che posero fine alla contea d'Armagnac, la città fu assediata e devastata, ed anche la cattedrale andò in larga parte distrutta; la sua ricostruzione è datata a partire dal 1488 ad opera del vescovo Pierre d'Abzac de La Douze.
Nella seconda metà del XVI secolo Lectoure, la cui popolazione aveva aderito in massa al protestantesimo, si trovò coinvolta nelle guerre di religione e nella lotta fra i re di Francia e quelli di Navarra, subendo conseguenze disastrose per la sua vita civile e religiosa.
Tra la fine del XVII secolo e la prima metà del secolo successivo, Lectoure fu anche uno dei centri più attivi a favore del giansenismo e contro la condanna espressa nella bolla Unigenitus Dei Filius di papa Clemente XI. Simpatizzarono per il giansenismo i vescovi Hugues de Bar e François-Louis de Polastron, il vicario generale Louis Pâris-Vaquier de Villiers, le monache carmelitane della città.
La diocesi fu soppressa in seguito al concordato con la bolla Qui Christi Domini di papa Pio VII del 29 novembre 1801 e il suo territorio incorporato in quello dell'arcidiocesi di Tolosa e della diocesi di Agen. Con il ristabilimento dell'arcidiocesi di Auch nel 1822 la maggior parte dell'antico territorio di Lectoure fu annesso a quello di Auch.
Il 29 giugno 1908 agli arcivescovi di Auch fu concesso di aggiungere al proprio titolo quello della soppressa diocesi di Lectoure.

## Cronotassi dei vescovi
- Sant'Euterio †
- Vigilio † (menzionato nel 506)
- Alezio † (menzionato nel 549)
- Rosolano (o Bosoleno) † (menzionato nel 673/675)[3]
  - Sede vacante o soppressa (VII-X secolo)
- Bernardo I ? † (menzionato nel 990 circa)[4]
- Arnaud I † (menzionato nel 1052)
- Jean ? † (menzionato nel 1060 circa)[5]
- Raymond Ebbon † (prima del 1063 - dopo maggio 1097)
- Pierre I † (prima di gennaio 1098 - dopo il 1103)
- Garcias † (menzionato nel 1103/1118)[6]
- Guillaume d'Andozile † (prima del 1120 - 1126 nominato arcivescovo di Auch)
- Vivien † (1126 - circa 1160 dimesso)
- Bertrand de Montaut † (circa 1160 - agosto 1162 nominato arcivescovo di Bordeaux)
- Garcias Sanche † (prima del 1178 - dopo il 1194)
- Bernard II † (prima di novembre 1197 - 1201 nominato arcivescovo di Auch)
- Arnaud II † (prima di agosto 1215[7] - dopo il 1221)
- Hugues † (menzionato nel 1229)
- Gaillard de Lambesc † (menzionato nel 1240)
- Géraud † (menzionato nel 1256)
- Guillaume † (menzionato nel 1257)
- Géraud de Montlezun † (prima del 1268 - dopo gennaio 1290)[8]
- Pierre de Ferrières † (23 dicembre 1299 - 22 dicembre 1301 nominato vescovo di Noyon)
- Raimond † (13 gennaio 1302 - 1308 deceduto)
- Géraud † (19 settembre 1308 - 12 gennaio 1311 nominato vescovo di Albi)
- Guillaume des Bordes † (12 gennaio 1311 - ? deceduto)[9]
- Arnaud Guillaume de La Barthe, C.R.S.A. † (6 marzo 1346 - 22 dicembre 1350 nominato vescovo di Albi)
- Pierre Anzelerii † (26 gennaio 1351 - 1364 deceduto)
- Pierre II † (30 maggio 1365 - 1368 deceduto)
- Hugues, O.S.A. † (8 agosto 1369 - 1370 deceduto)
- Vignier de Manhaudo † (21 ottobre 1370 - dopo il 1377 deceduto)
- Raimond de Cambanilla † (16 dicembre 1383 - 9 ottobre 1405 deceduto)
- Arnaud de Peyrac † (28 novembre 1407 - 1º agosto 1416 deceduto)
- Géraud Dupuy, O.F.M. † (2 aprile 1417 - 30 luglio 1425 deceduto)
- Pierre de Valon † (21 dicembre 1425 - ? deceduto)
- Martin Gutteria de Pampelune, O.F.M. † (24 aprile 1426 - 24 maggio 1449 deceduto)
- Bernard André † (1º settembre 1449 - 1452 deceduto)
- Amaury, O.F.M. † (6 luglio 1453 - aprile 1479 deceduto)
- Hugues d'Espagne † (26 ottobre 1479 - 1º giugno 1487 nominato vescovo di Rieux)
- Pierre d'Abzac de La Douze † (1º giugno 1487 - 21 aprile 1494 nominato arcivescovo di Narbonne)
  - Antonio Pallavicini Gentili † (21 maggio 1494 - 1498 dimesso) (amministratore apostolico)
- Louis Pot † (25 giugno 1498 - 31 maggio 1505 deceduto)
- Pierre du Faur † (22 dicembre 1505 - 1508 deceduto)
- Bertrand de Lustrac, O.S.B. † (4 maggio 1509 - 27 aprile 1511 deceduto)
- Paul † (menzionato a dicembre 1512)
- Guillaume de Barton I † (? - 1513 dimesso)
- Jean de Barton † (18 agosto 1514 - 24 gennaio 1530 nominato arcivescovo titolare di Atene)
- Guillaume de Barton II † (24 gennaio 1530 - 1569 dimesso)
- Carlo II di Borbone-Vendôme † (1569 - 1594 dimesso)
  - Sede vacante (1594-1599)
- Léger de Plas, O.S.B. † (19 luglio 1599 - 24 marzo 1635 deceduto)
- Jean d'Estresse † (24 marzo 1635 succeduto - 12 aprile 1646 deceduto)
- Louis de La Rochefoucauld † (11 ottobre 1649 - dicembre 1654 deceduto)
- Pierre-Louis Cazet de Vautorte † (14 maggio 1655 - 22 giugno 1671 nominato vescovo di Vannes)
- Hugues de Bar † (2 maggio 1672 - 22 dicembre 1691 deceduto)
- François-Louis de Polastron † (6 ottobre 1692 - 13 ottobre 1717 deceduto)
- Louis de Balzac d'Illiers d'Entragues† (8 giugno 1718 - agosto 1720 deceduto)
- Paul-Robert Hertault de Beaufort † (23 marzo 1722 - 26 agosto 1745 deceduto)
- Claude-François de Narbonne-Pelet † (9 marzo 1746 - 14 maggio 1760 deceduto)
- Pierre Chapelle de Jumilhac de Cujac † (15 dicembre 1760 - 26 giugno 1772 deceduto)
- Louis-Emmanuel de Cugnac † (7 settembre 1772 - 8 dicembre 1800 deceduto)
  - Sede soppressa